# سامر العیساوی
سامر العیساوی (عربی: سامر طارق العيساوي؛ زاده: ۱۶ دسامبر ۱۹۷۹)، از زندانیان فلسطینی است که بعد از محمد صلاح سلطان طولانی‌ترین اعتصاب غذا در تاریخ فلسطین را سپری کرده‌است.

## زندگی‌نامه
سامر طارق در تاریخ ۱۶ دسامبر ۱۹۷۹ در روستای العیسویه، شمال شرقی بیت‌المقدس متولد شد. او یکی از اولین اعضای سازمان آزادیبخش فلسطین بود. در حالی که مادر بزرگش در اولین سالهای خیزش کشته شد؛ در اوایل دهه ۱۹۷۰ پدر و مادرش مورد تهدید دستگیر شدن واقع شدند؛ بعد از آن برادرش سامر البکر در اواخر سال ۱۹۹۴ پس از قتل‌عام در مسجد ابراهیمی کشته شد؛ شش برادر و خواهر او دستگیر شدند.

## گاه‌شمار
- در اوایل سال ۲۰۰۳ به اتهام وابستگی به جبهه دموکراتیک برای آزادی فلسطین دستگیر و به ۳۰ سال زندان محکوم شد.[۳]
- بعد از آزادیش که در معامله «شالیت» صورت گرفت، در ۷ ژوئیه ۲۰۱۲ دوباره دستگیر شد، که دادستان عمومی اسرائیل برای وی دو ماه حکم به اتهام فعالیت‌های نظارتی و سیاسی و بازدید از کرانه غربی صادر کرد.
- اوت ۲۰۱۲، اعتصاب غذای نامحدود اعلام کرد.[۴]
- ۱۲ مارس ۲۰۱۳، شروع به اعتصاب غذای خشک کرد.
- ۲۳ آوریل ۲۰۱۳، دادستان نظامی اسرائیل موافقت کرد که با دادن یک فرمول زمانی به زندانی سامر العیساوی در ازای توقف اعتصاب غذا بعد از ۸ ماه از زندان آزاد خواهد شد.[۵]
- در تاریخ ۲۳ ژوئن ۲۰۱۴، او دوباره دستگیر شد و به ایستگاه پلیس در صلاح الدین برده شد.[۶]